# Татафу, Луситания
Каролина Луситания «Луси» Татафу (англ. Karoline Lusitania "Lusi" Tatafu; род. 20 февраля 1998) — лучница из Тонги, выступающая в соревнованиях по стрельбе из олимпийского лука. Участница летних юношеских Олимпийских игр 2014 года и летних Олимпийских игр 2016 года.

## Карьера
Первым стартом для Луси Татафу на международном уровне стал Чемпионат Новой Зеландии 2012 года. В ходе этого турнира ей было предоставлено право участия на Юношеской Олимпиаде 2014 года в Нанкине. В Китае Луситания проиграла в первом раунде личных соревнований лучнице из Китайского Тайбэя Фан Цзыюнь со счётом 1:7. Лучница из Тонги приняла участие с соревнованиях смешанных команд вместе с немцем Андреасом Майром. Они победили в первом раунде египетско-индийскую команду, состоящую из Ханы Эль-шими и Атул Верма, но в следующем раунде проиграли в решающей перестрелке немецко-малайзийской смешанной сборной Синтии Фрейвальд и Мухаммеду Золкепели.
В 2015 году Татафу завоевала серебряную медаль на чемпионате Новой Зеландии, а в следующем году состоялся её дебют на взрослых Олимпийских играх 2016 года. Право соревноваться на главном старте четырёхлетия Луси Татафу получила после того, как стала четвёртой на отборочном турнире Океании, уступив трём австралийским лучницам. Луситания участвовала в индивидуальных соревнованиях. Она показала лишь 63-й результат из 64 участниц в рейтинговом раунде, сразу же попав на будущую олимпийскую чемпионку кореянку Чхан Хе Джин, которой уступила в первом раунде плей-офф со счётом 0:6 по сетам (23:28, 15:27, 23:27).